# Carlos Hormazábal
Carlos Hormazábal Jiménez (Chillán Viejo, 4 de agosto de 1884-Santiago, 9 de junio de 1947) fue un profesor y futbolista chileno. Se desempeñó en la posición de defensa derecho, y la mayor parte de su carrera la desarrolló en Magallanes, donde fue capitán desde 1904 hasta su retiro en 1914. En reconocimiento a su trayectoria el club lo nombró como «capitán vitalicio».
Fue uno de los once jugadores que disputaron el primer encuentro de la selección chilena, en un encuentro amistoso previo a la Copa Centenario Revolución de Mayo de 1910 frente a Argentina. Además, fue el capitán del seleccionado nacional que fue de gira a Brasil en 1913.
Fue padre del también futbolista internacional Pablo Hormazábal, que integró el plantel chileno en el Campeonato Sudamericano 1949.

## Trayectoria
Estudió en el Liceo de Chillán, en la Escuela Normal de Santiago y en el Instituto de Educación Física. Comenzó su carrera como futbolista en el Chile F. C. en 1899. Por consejo de uno de sus profesores, ingresó al Baquedano, club que agrupaba a los estudiantes de la Escuela Normal.
El 27 de octubre de 1904 formó parte del grupo de jugadores y profesores que propusieron cambiar el nombre de Baquedano al de Magallanes, lo que fue aprobado por el club. A partir de entonces, Carlos Hormazábal fue el capitán del equipo hasta su retiro en 1914. Con el cuadro magallánico conquistó los títulos de la Asociación de Football de Santiago de 1908 y 1913, además de la Copa Chile de la Asociación Arturo Prat de 1909. También integró varios seleccionados de Santiago que se enfrentaron al de Valparaíso. En reconocimiento a su trayectoria en Magallanes, esta institución lo nombró «capitán vitalicio».
En 1918 llegó como profesor de educación física al Instituto Comercial de Coquimbo. Actuó como presidente del Arco Iris de esa localidad, y de la asociación de fútbol local. También fue fundador del Club Unión Veterana en 1927.

## Selección nacional
Hormazábal fue uno de los once integrantes del primer encuentro de la selección chilena, disputado el 27 de mayo de 1910 en Buenos Aires frente a Argentina. Este duelo, en el que Chile se inclinó por 1-3, era un amistoso previo a la Copa Centenario Revolución de Mayo.
En 1913 fue parte del seleccionado nacional que fue de gira a Brasil, donde era el capitán del equipo.

### Partidos internacionales
| 1     | 27 de mayo de 1910 | Cancha Belgrano Athletic Club, Buenos Aires, Argentina | Argentina  | 3-1 | Chile | Amistoso                           |
| 2     | 29 de mayo de 1910 | Cancha de Colegiales, Buenos Aires, Argentina          | Uruguay    | 3-0 | Chile | Copa Centenario Revolución de Mayo |
| 3     | 5 de junio de 1910 | Estadio G.E.B.A., Buenos Aires, Argentina              | Argentina  | 5-1 | Chile | Copa Centenario Revolución de Mayo |
| Total |                    |                                                        | Presencias | 3   |       |                                    |

## Clubes
| Club                 | País  | Año       |
| -------------------- | ----- | --------- |
| Chile                | Chile | 1899-1900 |
| Baquedano/Magallanes | Chile | 1901-1914 |

## Palmarés

### Campeonatos locales
| Título                                              | Club       | Año  |
| --------------------------------------------------- | ---------- | ---- |
| Copa Unión de la Asociación de Football de Santiago | Magallanes | 1908 |
| Copa Chile de la Asociación Arturo Prat             | Magallanes | 1909 |
| Copa Unión de la Asociación de Football de Santiago | Magallanes | 1913 |